# 한 녀학생의 일기
《한 女學生의 日記》(한 여학생의 일기)는 조선민주주의인민공화국에서 제작된 장학인 감독의 2007년 드라마 영화이다. 박미향 등이 주연으로 출연하였다.

## 출연

### 주연
- 박미향

### 조연
- 김진미
- 김철